# II. János Pál pápa tér
II. János Pál pápa tér – stacja linii M4 metra w Budapeszcie. Stacja powstała w południowo-wschodniej części centrum Budapesztu. Została nazwana na cześć Jana Pawła II.